# Brandenstein (Kochel am See)
Der Brandenstein ist ein 754 m ü. NHN hoher Felsriegel in den Bayerischen Voralpen. Der Berg befindet sich oberhalb der oberbayerischen Gemeinde Kochel am See (Landkreis Bad Tölz-Wolfratshausen) und ist dem Graseck westlich vorgelagert.
Der Brandenstein lässt sich über einen Steig zur ehemaligen Geißalm erreichen.